# Luzia Tschirky
Luzia Tschirky (geboren 1990 in Sargans, Kanton St. Gallen) ist eine Schweizer Fernsehjournalistin und Buchautorin. Sie berichtete von 2019 bis 2023 für das Schweizer Radio und Fernsehen (SRF) aus Russland und den postsowjetischen Ländern. 

## Leben
Ihr Familienname Tschirky stammt aus der früheren Gemeinde Weisstannen, unweit von Sargans. Erste journalistische Versuche machte Tschirky in der Kantonsschule Sargans. Von 2010 bis 2015 studierte sie im Bachelorstudium Politikwissenschaft an der Universität Zürich. Als Jugendliche weilte sie als Delegierte der Europäischen Jugendpresse in Moskau. Ehrenamtlich war sie im Vorstand von «Junge Journalisten Schweiz» tätig und gründete 2011 die «Jugendmedientage Schweiz», die sie drei Jahre lang leitete. 2012 war sie bei der Schweizer Redaktion von 3sat tätig. 2014 startete sie das Projekt «Medienfrauen Schweiz». Im gleichen Jahr sammelte Tschirky, die nebst Deutsch auch Englisch und Russisch spricht, Erfahrungen im Moskau-Büro des «Spiegels» und der russischsprachigen Redaktion des von der amerikanischen Regierung finanzierten «Radio Free Europe» in Prag.
Darauf folgten Praktika und freie Mitarbeit beim SRF, unter anderem bei den Sendungen «Rundschau» und «Arena» und anschliessend als freie Reporterin für «10 vor 10». Prägend für sie war ihr Einsatz während der Maidan-Proteste 2013 in Kiew als Berichterstatterin für die «Rundschau» von SRF. Ab März 2017 absolvierte sie den trimedialen Journalismus-Stage von SRF. Im Frühling 2019 übernahm sie als erste Frau die Korrespondenten-Stelle für Russland und die ehemalige UdSSR von Christof Franzen in Moskau.
Am 31. Januar 2021, rund sechs Monate nach der umstrittenen Präsidentschaftswahl in Belarus, wurde Tschirky in Minsk von der belarussischen Polizei in einen Minibus gezerrt und verhaftet, als sie mit einer Freundin und deren Mann in der Stadt unterwegs war. Während sie nach drei Stunden freigelassen wurde, blieben ihre belarussischen Freunde in Polizeigewahrsam. Am folgenden Tag intervenierte das Eidgenössische Departement für auswärtige Angelegenheiten (EDA) beim belarussischen Botschafter und forderte die Freilassung aller willkürlich inhaftierten Personen.
Im März 2021 sagte sie gegenüber SRF, sie versuche auch während der COVID-19-Pandemie, möglichst oft vor Ort aus dem gesamten Gebiet der ehemaligen Sowjetunion zu berichten. Sich einen Eindruck verschaffen zu können aus den vielen Ländern, die zu ihrem Berichtsgebiet gehören, mache ihre Arbeit als Korrespondentin sehr anspruchsvoll, aber auch spannend.
Bis zum Beginn des russischen Überfalls auf die Ukraine Ende Februar 2022 hielt sich Tschirky in Kiew auf. Mit den ersten Angriffen verliess sie die Hauptstadt und meldete sich von der Strasse und aus einem Hotel in einer kleinen Ortschaft im Westen des Landes. Ein «Weltwoche»-Journalist kritisierte, dass sie sich mit ihrer Schutzweste inszeniere, als stünde sie mitten im Kugelhagel. Gegen diesen Kommentar wurde eine Beschwerde beim Schweizer Presserat erhoben. Ohne ihren Kameramann, der als wehrfähiger Mann in der Ukraine bleiben musste, passierte sie zwei Tage nach Kriegsausbruch die Grenze nach Polen. In der Schweiz angekommen, gab sie in den folgenden Tagen in Studiosendungen auf SRF 1 Einschätzungen zur Situation.
Ende September 2023 beendete sie ihre Korrespondententätigkeit und nahm eine Auszeit für ein Buchprojekt, ihr Buch Live aus der Ukraine erschien im Mai 2024. Ihr Arbeitsverhältnis mit SRF endete Ende Juni 2024, danach will sie sich selbstständig machen.
Seit ihrer Rückkehr in die Schweiz im Oktober 2023 lebt sie mit ihrem deutsch-russischen Ehemann und ihrer Tochter (* 2023) in Zürich.

## Ehrungen
Die Leser des Fachmagazins «Schweizer Journalist» wählten Tschirky zur Newcomerin 2014 und zur Journalistin des Jahres 2021 und 2022 zur Reporterin des Jahres. Ebenfalls 2022 wurde sie mit dem Radio- und Fernsehpreis der SRG Ostschweiz «für ihre unermüdliche Arbeit im und für den Journalismus» ausgezeichnet.

## Werke
- Live aus der Ukraine. Echtzeit, Basel 2024, ISBN 978-3-906807-39-3.